# Кирил Русков
Кирил Русков е български архитект.

## Биография
Роден е през 1930 г. в Плевен. През 1953 г. завършва архитектура в София.
През цялата си трудова дейност работи като проектант и главен архитект в проектантската организация в родния си град. Автор е на повече от 50 обществени сгради и на голям брой жилищни блокове и къщи. Сред неговите проекти се нареждат хотелските комплекси „Ростов на Дон” и „Балкан” (последният в съавторство с арх. Пламена Цачева), сградите на градския съвет със зала „Катя Попова”, „Водно стопанство”, ВиК, Съдебната палата, Стоматологичната поликлиника, няколко читалища, училища, детски домове. Награждаван е с държавни отличия, заслужил архитект и почетен гражданин на Плевен.

## Творчество
Арх. Русков е автор на книгата „Старите жилищни сгради на София (1878 – 1940)“ – единствен архитектурен албум с архитектурните съкровища на София.